# 난카이 전기 철도 50000계 전동차
난카이 전기 철도 50000계 전동차(일본어: 南海50000系電車)는 1994년 9월부터 운행하고 있는 난카이 전기 철도 라피트의 전동차이다.
이 차량은 난카이 본선, 난카이 공항선 운행에 투입할 목적으로 제작되었다.
전 편성이 히타치 제작소에서 제조되었다.

## 편성
- 난카이 전기 철도 50000계 전동차는 다음과 같은 편성으로 구성되었다.[1]

| 호차             | 1     | 2     | 3     | 4     | 5     | 6     |
| ---------------- | ----- | ----- | ----- | ----- | ----- | ----- |
| 명칭             | Tc2   | M3    | T1    | M2    | M1    | Tc1   |
| 번호             | 50700 | 50200 | 50600 | 50100 | 50000 | 50500 |
| 무게 (톤)        | 38.4  | 38.0  | 36.5  | 38.0  | 37.0  | 38.0  |
| 수용 (합계/좌석) | 44    | 60    | 46    | 48    | 31    | 23    |

## 운행 노선
- 난카이 본선
- 난카이 공항선

## 참고 자료
- (일본어) 난카이 전기 철도 50000계 전동차  - 공식 웹사이트